# Północ (Trzebinia)
Północ – osiedle miasta Trzebinia, w powiecie chrzanowskim, w województwie małopolskim.